# Comuna Juravka, Varva
Juravka (în ucraineană Журавка) este o comună în raionul Varva, regiunea Cernihiv, Ucraina, formată din satele Juravka (reședința) și Kulîșivka.

## Demografie
Componența lingvistică a comunei Juravka
     Ucraineană (97,83%)
     Rusă (1,99%)
     Alte limbi (0,09%)
Conform recensământului din 2001, majoritatea populației comunei Juravka era vorbitoare de ucraineană (97,83%), existând în minoritate și vorbitori de rusă (1,99%).